# Camerota
Camerota (Cammarota in dialetto cilentano) è un comune italiano di 6 753 abitanti della provincia di Salerno in Campania.
Caratterizzato da un'impronta medioevale, il centro storico è ben delineato e sono ancora visibili numerosi edifici risalenti a quell'epoca. Quest'ultimo è altresì conosciuto informalmente come "Camerota alta", per distinguerlo dalla frazione balneare di Marina di Camerota.

## Geografia fisica
L'abitato di Camerota si trova nel Cilento meridionale e sorge in collina, lungo la strada provinciale che collega Marina di Camerota a Licusati per poi congiungersi alla SS 562 nei pressi di San Severino  (frazione di Centola). È il comune più meridionale della Campania. Da Marina dista 5 km, da Licusati 4 e da Lentiscosa, vicina in linea d'aria e congiunta tramite sentiero, circa 9 km di strada carreggiabile. Sede di un eliporto, ha i rilievi più vicini nei monti Timpa Pistillo (723 m, a est), S. Antonio (507 m, a sud-ovest) e Croce del Calvario (643 m, a nord-ovest).
Rientra nel territorio del parco nazionale del Cilento e Vallo di Diano. La fascia costiera misura 32 km, lungo la quale ci sono molte insenature, grotte e spiagge.
- Classificazione sismica: zona 3 (sismicità bassa), Ordinanza PCM. 3274 del 20/03/2003.
- Classificazione climatica: zona D, 1447 GG.

La popolazione del comune si concentra soprattutto nella località balneare di Camerota, ovvero l'abitato di Marina di Camerota. Seguono per popolazione la frazione di Licusati (1 815), Camerota (1 415) e infine la frazione di Lentiscosa (1 221).

## Storia
Il suo nome deriva molto probabilmente dal greco καμαρωτός (traslitt. kamarōtós, "ricurvo") o dal latino Camurus ("incurvato"). In entrambi i casi si riferisce alle numerose grotte calcaree, in cui ancor oggi è possibile trovare reperti archeologici risalenti all'era Paleolitica. Infatti il territorio è uno dei luoghi più importanti in Italia per lo studio della cultura preistorica lungo la costa. Si trovano persino resti di ippopotami come preda della caccia.
Una spada di bronzo è stata trovata sul territorio, ma ci sono pochissime tracce di frequentazione durante il periodo della colonizzazione greca e dell'Impero romano.
Dopo la caduta dell'Impero romano d'Occidente nel V secolo, i pochi ritrovamenti attestano di un territorio scarsamente popolato. Solo a Policastro, vicino al territorio, si trova traccia di un tentativo di ricostruzione delle fortificazioni e della chiesa episcopale con la sua bell'abside tricora bizantina del VI secolo. Nel secolo successivo le regioni dell'entroterra cadevano sotto la dominazione longobarda, mentre la dominazione navale dell'Impero romano da Costantinopoli assicurava il minimo di vita urbana a posti fortificati lungo la costa, come a Policastro, Molpa e Agropoli. La lingua amministrativa, militare ed ecclesiastica nell'enclave imperiale era greca come già a Costantinopoli. I monaci, che si trovano nei secoli successivi dalla Calabria settentrionale fino a gran parte del Cilento, erano di lingua greca, ma in genere erano italiani nativi del Mezzogiorno e di conseguenza sono denominati italo-greci.
Con il diffondersi della cultura musulmana nel VII secolo, che acquistò forza navale di Siria ed Egitto, la dominazione romana del mare venne penalizzata e l'intera geopolitica del Mediterraneo cambiò.
Nell'Alto Medioevo il territorio strategico di Camerota era una zona di confine fra il longobardo Principato di Salerno e l'imperiale thema di Calabria bizantino. La regione nell'Alto Medioevo, scarsamente popolata, ospitava eremiti italo-greci che occupavano le grotte come quella di San Biagio. Insediamenti rurali nascevano vicino alle badie italo-greche di San Cono(one) e di San Pietro a Licusati prima dell'inizio dell'XI secolo. Nella badia vicino a San Giovanni a Piro esisteva uno scriptorium già noto dal 1020, dove si trascrivevano codici in greco bizantino. Non ci sono indizi che il territorio di Camerota fosse integrato nella notevole espansione economica e demografica del principato longobardo. Non si sa nemmeno se i Longobardi a Camerota avevano creato una fortificazione con una guarnigione. Però si sa che con l'avvento dei Normanni il territorio cominciava a essere popolato e capace di produrre ricchezza.
Dopo la conquista di Salerno per opera dei Normanni nel 1076, appare una famiglia signorile nel territorio, con consistente proprietà nel Cilento. Florio di Camerota era un funzionario reale molto in vista nel Regno di Sicilia durante la seconda meta del XII secolo.
Essendo un territorio strategico, Camerota ha sofferto molto durante la guerra dei Vespri siciliani alla fine del XIII secolo, che termina con la divisione del Regno fra la parte di Napoli e quella di Sicilia.
Nel 1552 la cittadina è devastata e saccheggiata dai Turchi del raìs Dragut. Nel 1647 la città, cavalcando la sommossa di Masaniello, si solleva contro il proprio signore e nel 1828 aderisce ai moti cilentani soffocati dai Borboni. Conseguentemente vengono fatte edificare dal viceré di Napoli le Torri di vedetta, che sono tuttora visibili.
Dal 1811 al 1860 è stato capoluogo dell'omonimo circondario appartenente al Distretto di Vallo del Regno delle Due Sicilie.
Dal 1860 al 1927, durante il Regno d'Italia è stato capoluogo dell'omonimo mandamento appartenente al Circondario di Vallo della Lucania.
Il mito di Camerota è elaborato dal letterato napoletano Berardino Rota (1508-1575), ad apertura della sua opera poetica in latino Sylvarum seu Metamorphoseon liber. Narra di una bellissima ninfa di nome Kamaraton, della quale Palinuro, nocchiere di Enea - la cui sventurata morte era stata trattata da Virgilio nell'Eneide -, avendola vista nuotare in una notte di luna, se ne innamora all'istante. Palinuro chiese la mano alla ninfa, ma lei lo respinge con brutalità e freddezza. Eccessivo è il dolore da sopportare per Palinuro e così egli invoca il dio del sonno Morfeo, a cui chiede di portar via le sue pene. Addormentato dunque il valoroso nocchiero, cade dalla nave e annega in quella stessa notte. La dea dell'amore Afrodite, indignata dal comportamento di Kamaraton, per punirla la tramuta nella collina dove attualmente sorge Camerota.

### Simboli
Lo stemma e il gonfalone del Comune di Camerota sono stati concessi con decreto del presidente della Repubblica del 15 settembre 1988.
Stemma
Gonfalone

## Monumenti e luoghi d'interesse
- Chiesa di Santa Maria delle Grazie in piazza Santa Maria a Camerota.
- Chiesa di San Nicola di Bari in piazza San Vincenzo a Camerota.
- Chiesa di San Daniele Profeta, situata nell'omonima piazza a Camerota: di rito greco fino al XVIII secolo circa, è la più antica ed è stata arcipresbiterale fino agli ultimi decenni del XX secolo.
- Santuario di Sant' Antonio detto del Gualano, situato sul monte omonimo a Camerota.
- Chiesa di Sant'Alfonso, in piazza San Domenico a Marina di Camerota.
- Cappella del Carmine situata a Camerota.
- Castello medioevale di Camerota situato in piazza Vittorio Emanuele III.
- Museo della Civiltà Contadina e dell'Artigianato, situato sopra la chiesa di San Nicola a Camerota.
- Costa degli Infreschi a Marina di Camerota
- Zona archeologica di Marina di Camerota, con le sue grotte preistoriche.
- Cappelle rupestri di San Biagio e nel rione di San Vito a Camerota.
- Porta di Suso situata a Camerota, sotto la piazza antistante il castello medioevale.
- Santuario della Santissima Annunziata a Licusati.
- Teatro Kamaraton a Camerota, situato sotto il castello.
- Cala Bianca di Lentiscosa (Eletta da un sondaggio di Legambiente "Spiaggia Più Bella d'Italia 2013").
- Porto degli Infreschi situata a Marina di Camerota (Eletta da un sondaggio di Legambiente "Spiaggia Più Bella d'Italia 2014").

### Chiesa di Santa Maria delle Grazie
La chiesa di Santa Maria delle Grazie a Camerota risale al XVI secolo (la chiesa di San Daniele Profeta risale alla seconda metà dell'XI secolo e la chiesa di San Nicola di Bari al 1458). All'interno vi sono tele, rappresentanti la vita di Gesù, dipinte nel 1989 dall'artista camerotano Rosalbo Bortone. All'interno sono presenti molte statue, tra cui quella della Santa Vergine Maria e quella del Santo Patrono San Vincenzo Ferreri.

### Castello medioevale

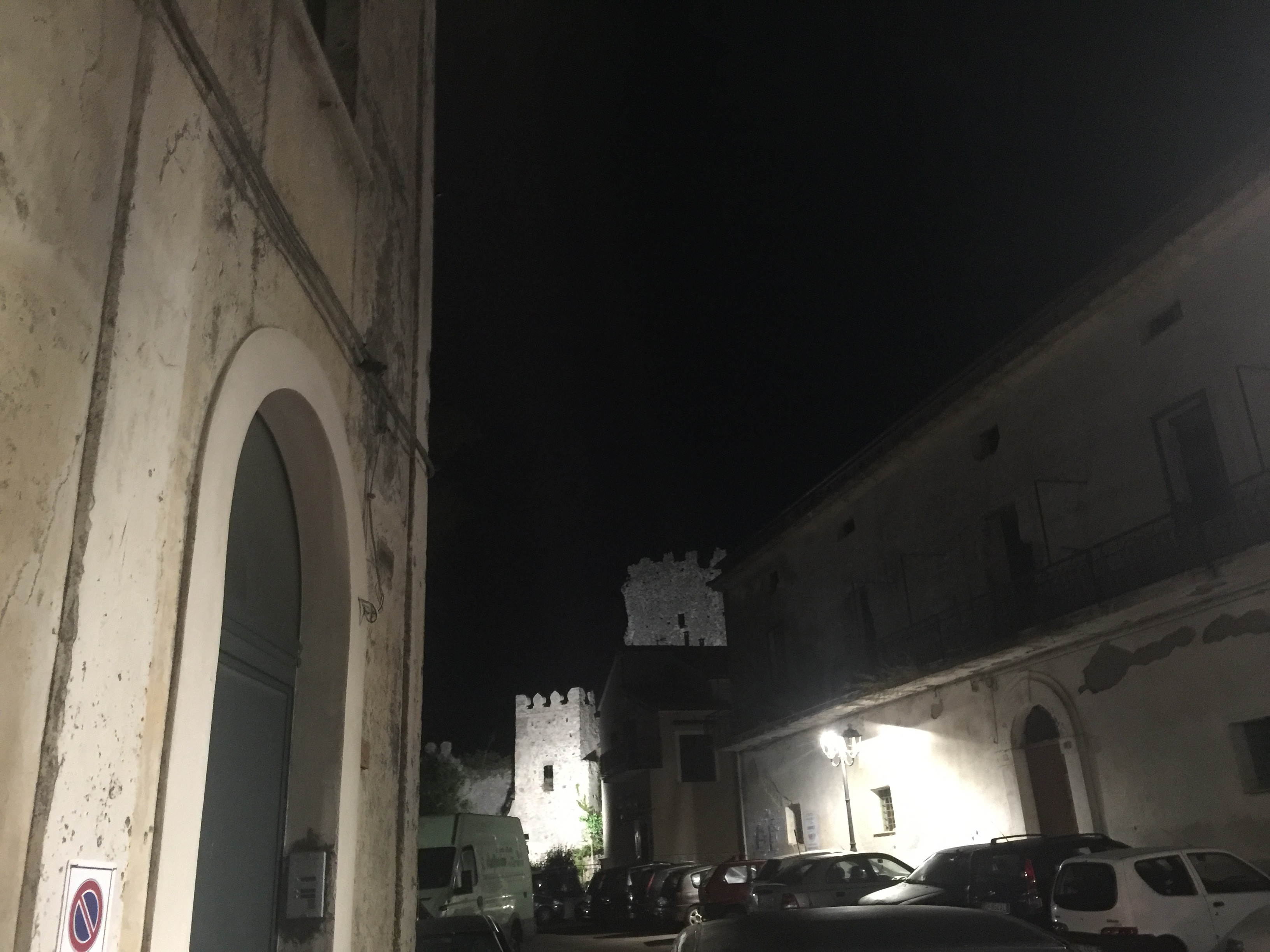
Particolare del castello di Camerota

Mancano saggi di scavi archeologici per lo studio storico del castello. Il maschio principale apparterrebbe al periodo normanno (tardo secolo XI - inizio secolo XII). Insieme con la Chiesa italo-greca di San Daniele Profeta, formava l'asse originale del più antico rione del paese (si veda la tesi di laurea dell'architetto Innocenzo Bortone). Oggi rimangono solo le mura di cinta con il fossato, le torri e i resti della cappella all'interno. Durante il saccheggio del 1552 fu dato alle fiamme. Il castello, baronale prima e marchesale dal XVI secolo, dimora delle diverse famiglie feudatarie che si sono succedute, è attualmente visitabile.
Durante i lavori di riqualificazione della piazza a cui si affaccia, sono state rinvenute camere con al loro interno delle ossa, le prime stime si attestano intorno al 1700, attualmente sono in corso gli scavi archeologici.

### Cappella rupestre
Nel rione San Vito, nella zona adiacente al seicentesco Convento dei Cappuccini con la chiesa di san Francesco, vi è una serie di grotte a forma cubica risalente presumibilmente al 700 d.C. Le varie grotte sono distribuite in circa 10-20 metri e sono apparentemente connesse fra di loro tramite piccoli tunnel di cui ancora non si conosce l'uso.

### Teatro Kamaraton

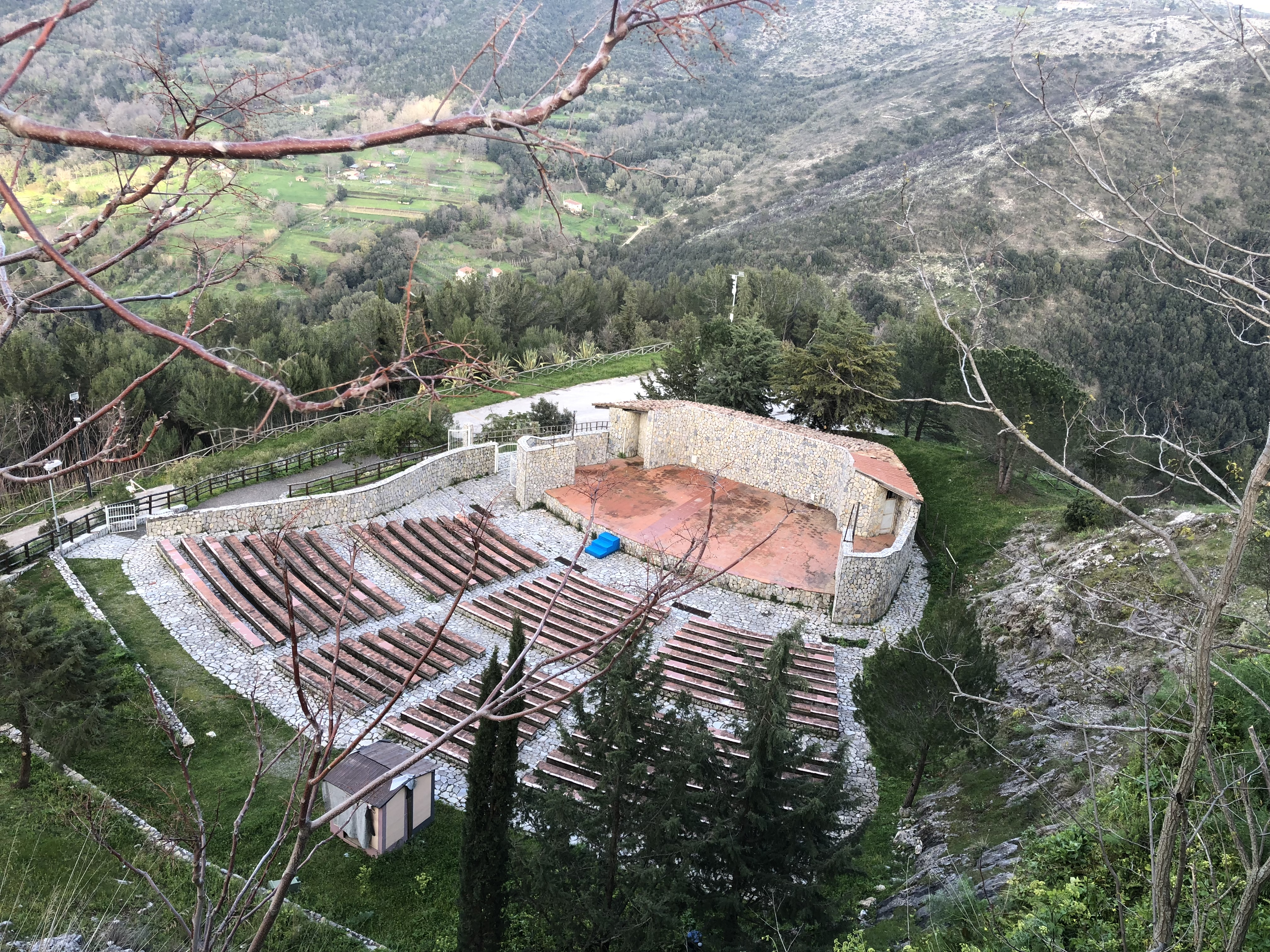
Veduta dell'anfiteatro Kamaraton

L'anfiteatro Kamaraton, in località Traforo sottostante il castello medioevale, viene edificato nel 1997 ed è utilizzato per concerti e spettacoli teatrali. Unico nel Cilento se non in tutta Italia per via della sua peculiarità, ovvero il teatro è interamente costruito con fossili di selce.

### Museo Civico di Camerota
Si tratta di un Museo della Civiltà Contadina e dell'Artigianato, la cui visita è gratuita. All'interno vi è raccontata tutta la storia di Camerota attraverso foto e oggetti dall'Unità d'Italia fino ad oggi. Il sito del museo, dal XVI alla metà del XX secolo, ha ospitato il Carcere del Comune.

## Società

### Evoluzione demografica
Abitanti censiti

### Etnie e minoranze straniere
Al 1º gennaio 2019 gli stranieri residenti a Camerota con regolare permesso di soggiorno erano 397, pari a circa il 5,6% della popolazione. Le nazionalità più rappresentate erano:
1. Romania, 167
2. Venezuela, 67
3. Marocco, 26
4. Polonia, 24

### Religione
La maggioranza della popolazione è di religione cristiana appartenente principalmente alla Chiesa cattolica; il comune appartiene all'omonima forania della diocesi di Teggiano-Policastro, comprendente tre parrocchie:
- San Daniele - San Nicola a Camerota
- San Marco Evangelista a Licusati
- Sant'Alfonso a Marina di Camerota.

L'altra confessione cristiana presente è quella evangelica con una comunità:
- Chiesa pentecostale ADI - Marina di Camerota

## Geografia antropica

### Frazioni

#### Marina di Camerota
Marina di Camerota è la frazione camerotana più popolosa, con circa 3 500 abitanti. Situata a 8 km da Palinuro, è una località balneare rinomata e in più occasioni premiata anche col riconoscimento "Bandiera Blu". La fascia costiera del comune di Camerota si estende dalla "Grotta del Ciclope" (non lontana da Palinuro) alla spiaggia delle Lentiscelle. La frazione è inoltre dotata di un porto, frequentato da pescherecci e aliscafi, in continua evoluzione strutturale nonché uno dei più grandi nel Cilento e nella provincia di Salerno. Di particolare interesse turistico sono le grotte paleontologiche e il MUVIP - Museo Virtuale del Paleolitico.

#### Lentiscosa

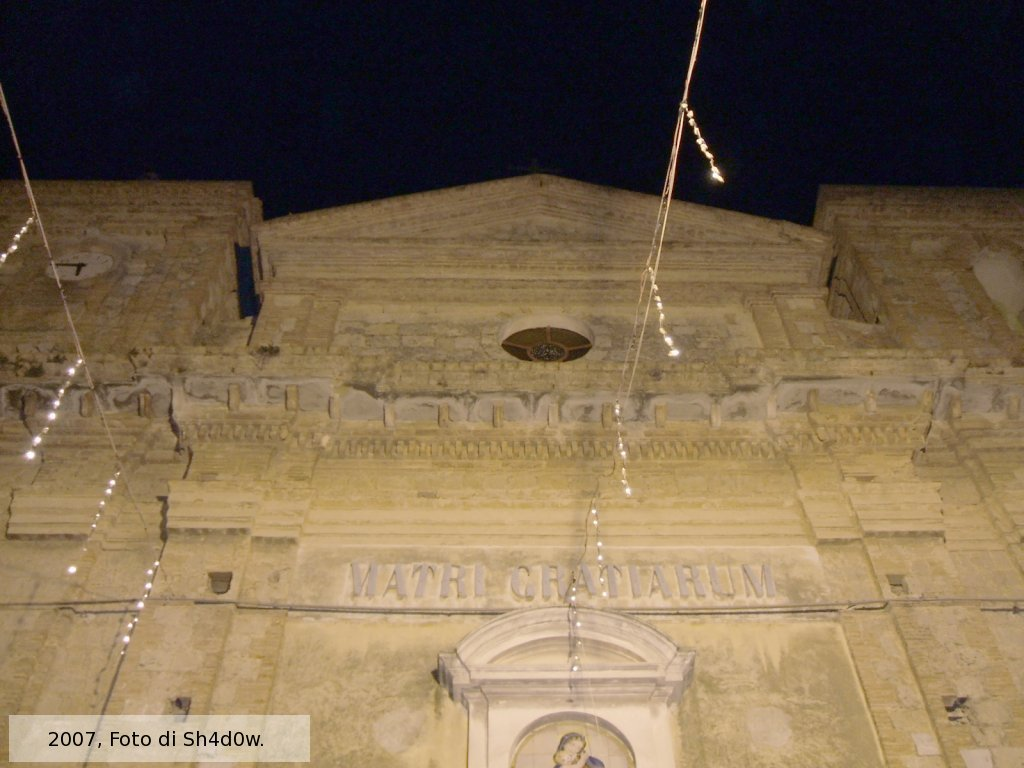
Facciata della chiesa parrocchiale di Lentiscosa

Lentiscosa è una frazione del Comune di Camerota citata già in documenti dell'anno mille; la toponomastica è in larga misura longobarda.
Ha circa 400 abitanti.
Il suo territorio si estende dal Porto degli Infreschi (un porto naturale caratterizzato da grotte e piccole spiagge) a sud-ovest, toccando a nord la località Chiano (oltre 400 metri dal livello del mare, confinante con una valle scoscesa verdeggiante) fino ad arrivare alla spiaggia delle Lentiscelle a sud-est.
Di particolare importanza è la chiesa parrocchiale di Santa Maria delle Grazie. Ampliata nel 1493, è giunta fino ai giorni nostri attraverso continui restauri. La cupola è stata recentemente ricoperta con maioliche bicolore seicentesche riprendendo quelle preesistenti.
Più recente (1656) è la chiesa di Santa Rosalia, patrona del centro, eretta sulla collina omonima. Qui ogni anno si svolge una celebrazione in suo onore in quattro giorni, dal 1º al 4 settembre. All'interno dell'antico borgo è situata la piccola chiesa di Santa Maria dei Martiri con dipinti di sapore basiliano. Nel paese ci sono le cappelle dedicate a Santa Sofia, a Sant'Antonio, alla Madonna di Piedigrotta e infine a San Lazzaro, già Santa Maria di Porto Salvo. Interessanti alcuni portali nel centro storico.
Nell'agosto del 2013 la spiaggia di Cala Bianca, nel territorio di Lentiscosa, è stata insignita della qualifica di Spiaggia più bella d'Italia, arrivando prima nella classifica di Legambiente.

#### Licusati
Licusati (già comune) è una frazione collinare, situata a circa 4 km da Camerota e 9,5 dalla "Marina", sulla strada provinciale che da Marina di Camerota porta al ricongiungimento con la strada statale 562 dir., a 2 km da San Severino (frazione di Centola, sede della sua stazione ferroviaria).
L'abitato, di circa 2 500 abitanti, sorge a 260 m s.l.m., ai piedi del monte Croce del Calvario (643 m), e si estende in una vallata dove sorgono migliaia di piante di olivo (detto Pisciottano). A meno di 2 km da Licusati si trova il santuario della Santissima Annunziata che si festeggia il 18 maggio e l'8 settembre.

## Infrastrutture e trasporti

### Principali arterie stradali
- Strada Regionale 562/b S.Giovanni a Piro-Lentiscosa-Marina di Camerota.
- Strada Regionale 562/c Marina di Camerota-Innesto ex SS 447(Centola).
- Strada Regionale 562/dir Innesto ex SS 562(Palinuro)-Innesto SP 17(S.Severino).
- Strada Provinciale 66 Innesto Statale Mingardina-Licusati-Camerota-Marina di Camerota.
- Strada Provinciale 164 Innesto SP 66-Camerota.

### Porti
- Porto turistico di Camerota

### Eliporti
- eliporto Walter Sorella in Camerota

## Amministrazione
| Periodo | Periodo   | Primo cittadino           | Partito                                 | Carica  | Note |
| ------- | --------- | ------------------------- | --------------------------------------- | ------- | ---- |
| 1988    | 1990      | Bonifacio Garofalo        | Partito Socialista Democratico Italiano | Sindaco |      |
| 1990    | 1993      | Giosuè Mazzeo             | Democrazia Cristiana                    | Sindaco |      |
| 1993    | 1997      | Francesco Iannuzzi        | Partito Democratico della Sinistra      | Sindaco |      |
| 1997    | 1999      | Francesco Iannuzzi        | Democratici di Sinistra                 | Sindaco |      |
| 1999    | 2004      | Antonio Troccoli          | L'Ulivo                                 | Sindaco |      |
| 2004    | 2008      | Antonio Troccoli          | L'Ulivo                                 | Sindaco |      |
| 2008    | 2009      | Vincenzo Amendola         | commissario prefettizio                 | Sindaco |      |
| 2009    | 2012      | Domenico Bortone          | Lista Civica (Partito Democratico)      | Sindaco |      |
| 2012    | 2017      | Antonio Romano            | Lista Civica (Centro-sinistra)          | Sindaco |      |
| 2017    | in carica | Mario Salvatore Scarpitta | Lista Civica (Centro-sinistra)          | Sindaco |      |

### Altre informazioni amministrative
Le competenze in materia di difesa del suolo sono delegate dalla Campania all'Autorità di bacino regionale Sinistra Sele.

### Gemellaggi
- Cittiglio